# البياحى (القفر)

تعديل مصدري - تعديل

البياحى هي إحدى قرى عزلة بني سيف العالي بمديرية القفر التابعة لمحافظة إب، بلغ تعداد سكانها 256 نسمة حسب تعداد اليمن لعام 2004.